# ジム・ドリスコル

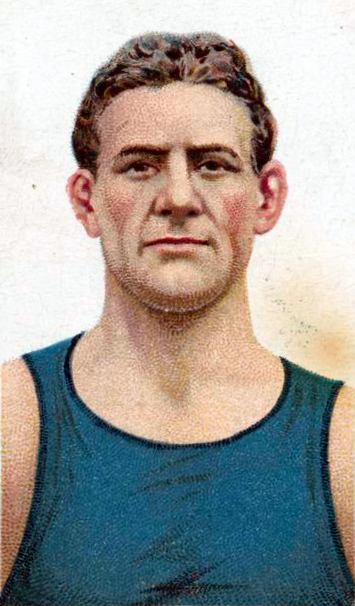
ジム・ドリスコル

ジム・ドリスコル（Jim Driscoll、1880年12月15日 - 1925年1月30日）は、ウェールズ出身の元プロボクサー。

## 略歴
的確な左ストレートを武器とするアウトボクサーで、生涯80戦以上戦い敗北はただ4回だけだったと言われる。その真骨頂は1909年2月に行われた世界挑戦、ユダヤの天才王者エイブ・アッテルとの試合であった。この試合、終始ドリスコルが優勢だったと言われるが、ドリスコルに自分をKOするパワーが無いことを見越したアッテルの申し出により無判定試合（20世紀初頭、KO以外では勝敗を決しない取り決めの下に行われた試合。試合中のトラブルで勝負無しとなる、いわゆる無効試合とは異なる）として行われたため、結果は無判定となり、ドリスコルの世界制覇の夢は潰えた。
引退後、45歳で結核のため死去。